# Северный полюс-3
«Северный полюс-3» (СП-3) — советская научно-исследовательская дрейфующая станция. Открыта 9 апреля 1954 года. Дрейфовала на паковом льду (сравнительно тонком и недолговечном). Закончила дрейф 20 апреля 1955 года. Прошла от 85°58′ с. ш. 175°00′ з. д. до 86°00′ с. ш. 24°00′ з. д. в общей сложности 1,865 км. Начальник экспедиции — Алексей Трёшников.
Начиная с СП-3, на каждой дрейфующей станции присутствовал врач. Также в СП-3 впервые за время дрейфующих экспедиций появились и использовались трактор и автомобиль ГАЗ-69. При этом трактор, который был доставлен на станцию на вертолёте в разобранном виде, себя полностью оправдал в использовании, а автомашина оказалась для Арктики непригодной.
СП-3 попала в список тех станций, которые «прошли через Северный полюс или продрейфовали не более, чем в 100 км от него».
Во время экспедиции на станцию был командирован известный советский фоторепортёр Яков Рюмкин, который подготовил «закрытый» фотоальбом для показа в руководящих органах Советского Союза. Позже северные фотографии Якова Рюмкина были изданы отдельным фотоальбомом.